# Dubravica (Požarevac)
Pour les articles homonymes, voir Dubravica.
Dubravica (en serbe cyrillique : Дубравица) est une localité de Serbie située sur le territoire de la ville de Požarevac, district de Braničevo. Au recensement de 2011, elle comptait 1 033 habitants.
Dubravica est officiellement classée parmi les villages de Serbie.

## Démographie

### Évolution historique de la population
| 1948  | 1953  | 1961  | 1971  | 1981  | 1991  | 2002  | 2011  |
| ----- | ----- | ----- | ----- | ----- | ----- | ----- | ----- |
| 1 796 | 1 935 | 1 830 | 1 735 | 1 606 | 1 521 | 1 225 | 1 033 |

|  |